# Pidvîsoke, Peremîșleanî
Pidvîsoke (în ucraineană Підвисоке) este un sat în comuna Svirj din raionul Peremîșleanî, regiunea Liov, Ucraina.

## Demografie
Componența lingvistică a localității Pidvîsoke
     Ucraineană (100%)
Conform recensământului din 2001, toată populația localității Pidvîsoke era vorbitoare de ucraineană (100%).